# Імені Карасай-батира
імені Караса́й-бати́ра (каз. Қарасай батыр ат.а.) — село у складі Кордайського району Жамбильської області Казахстану. Адміністративний центр Карасайського сільського округу.
До 1993 року село називалося Михайловка.
Населення — 2600 осіб (2021; 3474 у 2009, 2808 у 1999, 3863 у 1989).